# Talegalla
Genre
Talegalla est un genre d'oiseaux australiens de la famille des Megapodiidae, et qui comprend trois espèces. Ce genre a été défini par René Primevère Lesson en 1828.

## Liste des espèces
Selon la classification de référence du Congrès ornithologique international (version 15.1, 2025) :
- Talegalla cuvieri Lesson, RP, 1828 – Talégalle de Cuvier ;
- Talegalla fuscirostris Salvadori, 1877 – Talégalle à bec foncé ;
- Talegalla jobiensis Meyer, AB, 1874 – Talégalle de Jobi.